# Sospiri
Sospiri (La noche de los asesinos) è un film del 1974 diretto da Jesús Franco.
Benché i titoli di testa lo accreditino ad Edgar Allan Poe, il soggetto è liberamente tratto dal dramma di John Willard The Cat and the Canary, già portato sullo schermo numerose volte, a partire dal film muto di Paul Leni Il castello degli spettri. In un'intervista, Jesús Franco ha dichiarato di aver inoltre attinto all'opera di Edgar Wallace.
È stato girato ad Alicante e Orihuela.

## Edizioni DVD
Il film è uscito negli Stati Uniti con il titolo Night of the Assassins per la Image Entertainment, in lingua originale con sottotitolo inglesi, in formato originale e in versione integrale. Lo stesso DVD è stato ristampato in Gran Bretagna dalla Tartan Video.